# Шу, Элизабет
Элизабет Шу (англ. Elisabeth Shue; род. 6 октября 1963[…], Уилмингтон) — американская актриса. Номинант на премии «Оскар», «Золотой глобус», «Гильдии киноактёров США», «BAFTA» в категории «Лучшая женская роль».
Получила известность благодаря ролям в фильмах «Парень-каратист», «Линк», «Приключения приходящей няни», «Назад в будущее 2», «Назад в будущее 3», «Покидая Лас-Вегас», «Святой», «Невидимка».

## Биография
Элизабет Джадсон Шу родилась 6 октября 1963 года в городе Уилмингтон, штат Делавэр. Её родители, юрист Джеймс Уильям Шу и вице-президент банка Энн Брюстер (в девичестве Уэллс), развелись, когда Элизабет Шу было 9 лет. Она окончила среднюю школу Коламбия в Нью-Джерси, Колледж Уэллсли и Гарвардский университет, получив степень бакалавра в области политологии.
У Шу трое родных братьев — Уилл, Эндрю и Джон, а также сводные брат Харви и сестра Дженни. Её младший брат, Эндрю Шу, также стал актёром, известным по роли Билли в популярном телесериале 90-х «Мелроуз-Плейс».
Ещё во время учёбы в средней школе Шу начала сниматься в рекламе. Она появлялась в роликах Burger King, De Beers и Hellmann, благодаря чему была замечена продюсерами и приглашена для съёмок в кино.
Дебютировала в кино в 1982 году с небольшой ролью в фильме «Королевский роман Чарльза и Дианы». Первый успех пришёл к ней после роли Эли Миллс в фильме «Парень-каратист», за которую Шу получила премию «Молодой актёр» в категории «Лучшая молодая актриса второго плана». С 1984 по 1985 год снималась в сериале «Призыв к славе». В 1986 году она снялась в фильме «Линк», за роль в котором была номинирована на премию «Сатурн» в категории «Лучшая киноактриса». В 1987 году сыграла роль Крис Паркер в фильме «Приключения приходящей няни», за которую актриса получила премию Парижского кинофестиваля в категории «Лучшая актриса» и номинацию на премию «Kids’ Choice Awards» в категории «Любимая актриса кино».
После отказа актрисы Клаудии Уэллс от съёмок во франшизе «Назад в будущее» Шу была приглашена на роль Дженнифер Паркер, подруги Марти Макфлая, в фильмы «Назад в будущее 2» (1989) и «Назад в будущее 3» (1990). Также в 1990 году Элизабет получила опыт игры в театре — она участвовала в бродвейской постановке «Некоторые американцы за рубежом». Затем последовали работы в фильмах «Привычка жениться» (1991), «Большая пена» (1991), «Двадцать долларов» (1993), «Радио внутри» (1994).
Роль проститутки Сэры в фильме «Покидая Лас-Вегас» (1995) принесла Шу премии «Независимый дух», «Национального общества кинокритиков США», «Ассоциации кинокритиков Чикаго», «Ассоциации кинокритиков Лос-Анджелеса», а также номинации на премии «Оскар», «Золотой глобус», премия Гильдии киноактёров США, BAFTA. До момента съёмок в послужном списке актрисы подобных ролей не было, и, чтобы лучше вжиться в образ, Шу общалась в процессе подготовки с некоторыми проститутками Лас-Вегаса.
Затем она снималась в фильмах «Святой» (1997), «Разбирая Гарри» (1997), «Пальметто» (1998), «Невидимка» (2000). В 2000-х годах Шу стала больше времени уделять семье, а крупных ролей в кино становилось всё меньше. Наиболее заметная роль этого периода — Элизабет Янг в фильме «Игра в прятки» (2005). В 2006 году Шу была приглашена на главную женскую роль в фильм «Роковое число 23», но актриса была вынуждена отказаться из-за беременности.
В 2010-х годах она стала более активно сниматься, сыграв ведущие роли в фильмах «Пробуждая Мэдисон», «Пираньи 3D», «Дом в конце улицы». С 12-го сезона Шу получила одну из главных ролей в популярном телесериале «C.S.I.: Место преступления», в котором снималась до его закрытия в 2015 году. В целом, за свою актёрскую карьеру Шу снялась более чем в 50 фильмах и телесериалах. В 2016 году проходила пробы на роль Амелии Слейтер в телесериал «Подача», но в итоге она досталась Эли Лартер. В 2017 и 2018 годах вышли новые фильмы с участием Шу — «Битва полов» и «Жажда смерти».
В 2019—2020 годах снималась в сериале «Пацаны». В 2020 году сыграла в фильме «Грейхаунд».
Личная жизнь

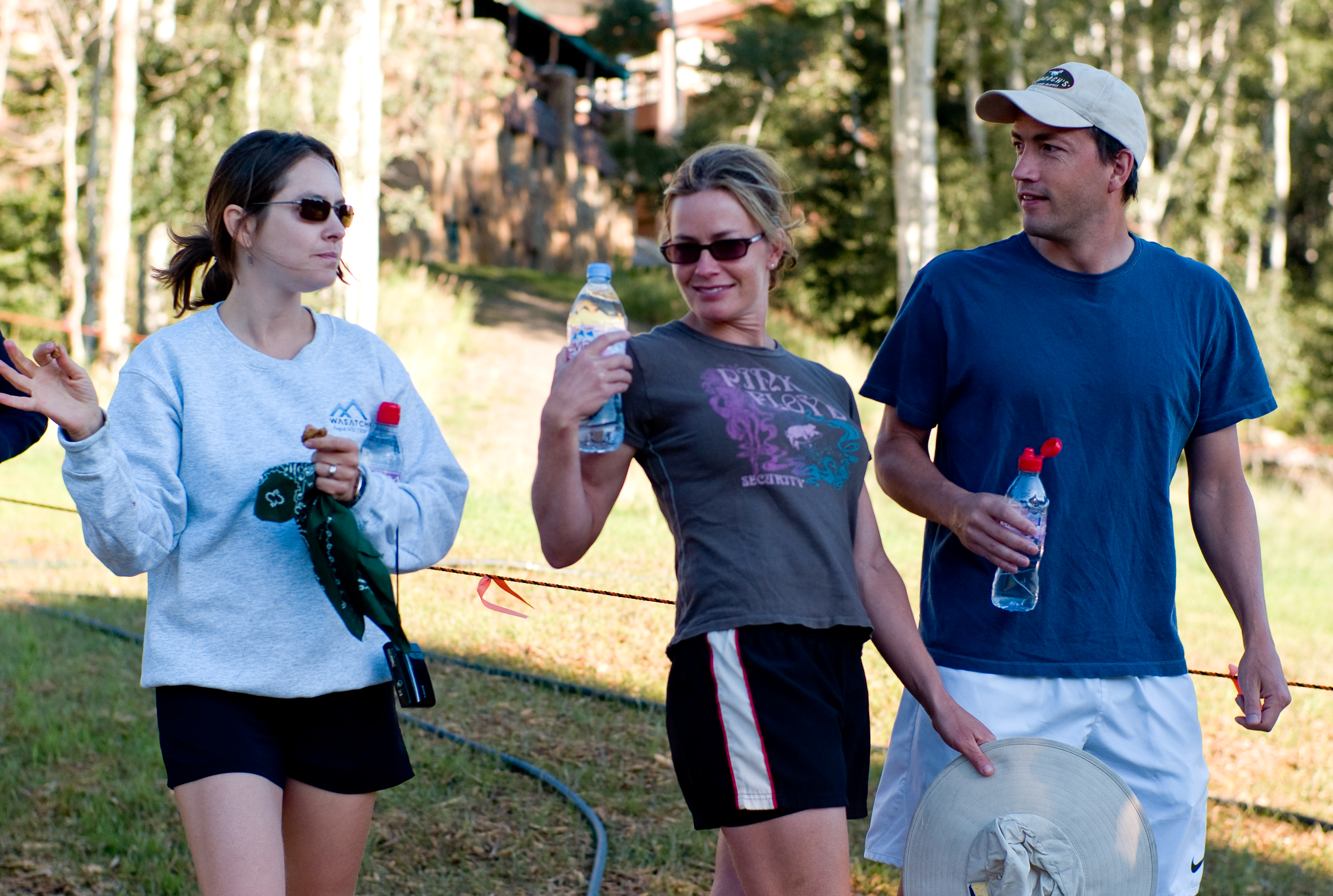
Элизабет (в центре) с братом Эндрю и женой Лоуренса Лессига Беттиной

В 1994 году Шу вышла замуж за режиссёра и продюсера Дэвиса Гуггенхайма. Семья проживает в Лос-Анджелесе. 11 ноября 1997 года у них родился сын Майлс Уильям, 19 марта 2001 года — дочь Стелла Стрит, а 18 июня 2006 года — дочь Агнес Чарльз.

## Оценка творчества
О роли Шу в фильме «Коктейль» Леонард Малтин написал так: «Шу милая, но это не может исправить драматическое искусство уровня начальных классов средней школы». 
Наиболее высоких оценок кинокритиков была удостоена актёрская работа Элизабет в фильме «Покидая Лас-Вегас». Роджер Эберт писал: «Для Шу „Покидая Лас-Вегас“ является определяющей ролью в карьере, прорывом, который освобождает её от типажей милых, невинных молодых женщин, и открывает для неё доступ к серьёзным ролям».

## Фильмография
| Год       |     | Русское название                         | Оригинальное название                  | Роль                          |
| --------- | --- | ---------------------------------------- | -------------------------------------- | ----------------------------- |
| 1982      | тф  | Королевский роман принца Чарльза и Дианы | The Royal Romance of Charles and Diana | Линн Осборн                   |
| 1983      | ф   | Где-нибудь завтра                        | Somewhere, Tomorrow                    | Марджи                        |
| 1984      | ф   | Парень-каратист                          | The Karate Kid                         | Али Миллс                     |
| 1984—1985 | с   | Призыв к славе                           | Call to Glory                          | Джеки Сарнак                  |
| 1986      | ф   | Линк                                     | Link                                   | Джейн Чейз                    |
| 1987      | с   | Диснейленд                               | Disneyland                             | Кэти Шелтон                   |
| 1987      | ф   | Приключения приходящей няни              | Adventures in Babysitting              | Крис Паркер                   |
| 1988      | ф   | Коктейль                                 | Cocktail                               | Джордан Муни                  |
| 1989      | кор | Телесные войны                           | Body Wars                              | Синтия Лэйр                   |
| 1989      | ф   | Назад в будущее 2                        | Back to the Future Part II             | Дженнифер Паркер              |
| 1990      | ф   | Назад в будущее 3                        | Back to the Future Part III            | Дженнифер Паркер              |
| 1991      | ф   | Привычка жениться                        | The Marrying Man                       | Адель Хорнер                  |
| 1991      | ф   | Мыльная пена                             | Soapdish                               | Лори Крейвен / Анжелика       |
| 1992      | с   | Театр драматургов «General Motors»       | The General Motors Playwrights Theater | Элис Адамс                    |
| 1993      | ф   | Двадцать долларов                        | Twenty Bucks                           | Эмили Адамс                   |
| 1993      | с   | Как в кино                               | Dream On                               | Мора Бэриш                    |
| 1993      | ф   | Сердце и души                            | Heart and Souls                        | Анна                          |
| 1994      | тф  | Слепое правосудие                        | Blind Justice                          | Кэролайн                      |
| 1994      | ф   | Радио внутри                             | Radio Inside                           | Натали                        |
| 1995      | ф   | Там, внутри                              | The Underneath                         | Сьюзан Креншоу                |
| 1995      | ф   | Покидая Лас-Вегас                        | Leaving Las Vegas                      | Сера                          |
| 1996      | ф   | Эффект спускового крючка                 | The Trigger Effect                     | Энни Кей                      |
| 1997      | ф   | Святой                                   | The Saint                              | Эмма Рассел                   |
| 1997      | ф   | Разбирая Гарри                           | Deconstructing Harry                   | Фэй                           |
| 1998      | ф   | Пальметто                                | Palmetto                               | Миссис Доннелли / Рея Мэлрукс |
| 1998      | ф   | Город ангелов                            | City of Angels                         | беременная женщина            |
| 1998      | ф   | Кузина Бетта                             | Cousin Bette                           | Дженни Кейдин                 |
| 1999      | ф   | Молли                                    | Molly                                  | Молли Маккей                  |
| 2000      | ф   | Невидимка                                | Hollow Man                             | Линда Маккей                  |
| 2001      | тф  | Эми и Изабель                            | Amy & Isabelle                         | Изабель Гудроу                |
| 2002      | ф   | Бессмертные                              | Tuck Everlasting                       | рассказчик                    |
| 2002      | ф   | Лео                                      | Leo                                    | Мэри Блум                     |
| 2004      | ф   | Загадочная кожа                          | Mysterious Skin                        | Эллен Маккормик               |
| 2005      | ф   | Игра в прятки                            | Hide and Seek                          | Элизабет Янг                  |
| 2005      | ф   | Мечтатель                                | Dreamer                                | Лилли Крейн                   |
| 2007      | ф   | Грейси                                   | Gracie                                 | Линдси Боуэн                  |
| 2007      | ф   | Первенец                                 | First Born                             | Лаура                         |
| 2008      | ф   | Гамлет 2                                 | Hamlet 2                               | камео                         |
| 2009      | ф   | Дон Маккей                               | Don McKay                              | Сонни                         |
| 2009      | с   | Умерь свой энтузиазм                     | Curb Your Enthusiasm                   | Вирджиния                     |
| 2010      | ф   | Пираньи 3D                               | Piranha 3D                             | Джулия Форестер               |
| 2010      | ф   | Джэни Джонс                              | Janie Jones                            | Мэри Энн Джонс                |
| 2010      | ф   | Пробуждая Мэдисон                        | Waking Madison                         | Элизабет Барнс                |
| 2012      | мс  | Американский папаша!                     | American Dad!                          | Лейси Сол                     |
| 2012      | ф   | Весенние надежды                         | Hope Springs                           | барменша Карен                |
| 2012      | ф   | Дом в конце улицы                        | House at the End of the Street         | Сара Кэссиди                  |
| 2012      | ф   | Покорители волн                          | Chasing Mavericks                      | Кристи Мориарти               |
| 2012—2015 | с   | C.S.I.: Место преступления               | CSI: Crime Scene Investigation         | Джули Финли                   |
| 2014      | ф   | Плохое поведение                         | Behaving Badly                         | Памела Бендер                 |
| 2015      | с   | Блант говорит                            | Blunt Talk                             | Сюзанна Мэйвью                |
| 2017      | ф   | Битва полов                              | Battle of the Sexes                    | Присцилла Уилан               |
| 2018      | ф   | Жажда смерти                             | Death Wish                             | Люси Керси                    |
| 2019      | тф  | Констанция                               | Constance                              | Констанция Янг                |
| 2019—2020 | с   | Пацаны                                   | The Boys                               | Мэделин Стилвелл              |
| 2020      | ф   | Грейхаунд                                | Greyhound                              | Ева Фрешетт                   |
| 2021      | с   | Кобра Кай                                | Cobra Kai                              | Али Миллс                     |
| 2021      | с   | Женщины за 40                            | On the Verge                           | Анна                          |
| 2022      | мс  | Пацаны: Осатанелые                       | The Boys Presents: Diabolical          | Мэделин Стилвелл              |
| 2022      | с   | На взводе: Битва за Uber                 | Super Pumped                           | Бонни Каланик                 |
| 2023      | ф   | Добрая половина                          | The Good Half                          | Лили Уиланд                   |
| 2023      | с   | Поколение «Ви»                           | Gen V                                  | Мэделин Стилвелл              |

## Награды и номинации
| Год  | Награда                                      | Категория                            | Работа                      | Результат |
| ---- | -------------------------------------------- | ------------------------------------ | --------------------------- | --------- |
| 1984 | Молодой актёр                                | Лучшая молодая актриса второго плана | Парень-каратист             | Победа    |
| 1987 | Сатурн                                       | Лучшая киноактриса                   | Линк                        | Номинация |
| 1988 | Парижский кинофестиваль                      | Лучшая актриса                       | Приключения приходящей няни | Победа    |
| 1988 | Kids’ Choice Awards                          | Любимая актриса кино                 | Приключения приходящей няни | Номинация |
| 1995 | Awards Circuit Community Awards              | Лучшая актриса                       | Покидая Лас-Вегас           | Победа    |
| 1995 | Ассоциация кинокритиков Лос-Анджелеса        | Лучшая актриса                       | Покидая Лас-Вегас           | Победа    |
| 1995 | New York Film Critics Circle                 | Лучшая актриса                       | Покидая Лас-Вегас           | Номинация |
| 1996 | Оскар                                        | Лучшая женская роль                  | Покидая Лас-Вегас           | Номинация |
| 1996 | Золотой глобус                               | Лучшая женская роль — драма          | Покидая Лас-Вегас           | Номинация |
| 1996 | Ассоциация кинокритиков Чикаго               | Лучшая актриса                       | Покидая Лас-Вегас           | Победа    |
| 1996 | Независимый дух                              | Лучшая женская роль                  | Покидая Лас-Вегас           | Победа    |
| 1996 | Премия Гильдии киноактёров США               | Лучшая женская роль                  | Покидая Лас-Вегас           | Номинация |
| 1996 | BAFTA                                        | Лучшая женская роль                  | Покидая Лас-Вегас           | Номинация |
| 1996 | Chlotrudis Awards                            | Лучшая актриса                       | Покидая Лас-Вегас           | Номинация |
| 1996 | Ассоциация кинокритиков Далласа — Форт-Уэрта | Лучшая актриса                       | Покидая Лас-Вегас           | Победа    |
| 1996 | Национальное общество кинокритиков США       | Лучшая актриса                       | Покидая Лас-Вегас           | Победа    |
| 1998 | Blockbuster Entertainment Awards             | Favorite Actress — Suspense          | Святой                      | Номинация |
| 2001 | Blockbuster Entertainment Awards             | Favorite Actress — Science Fiction   | Невидимка                   | Номинация |
| 2005 | Teen Choice Awards                           | Choice Movie Scream Scene            | Игра в прятки               | Номинация |